# Рыбная гавань
Ры́бная га́вань (эст. Kalasadam, код: EEKAS), также Старая рыбная гавань (эст. Vana kalasadam) — морской малый порт на берегу Финского залива, Таллин, Эстония. Самый близкий к Старому городу порт Таллина. Оператор порта — общество с ограниченной ответственностью OÜ Kalasadama Kai. Адрес порта: ул.  Каласадама, 5. 

## История порта
В средние века район современной Рыбной гавани был местом пристани для рыбацких лодок жителей Ревеля и носил название Каларанд (Kalarand — «Рыбный берег»). В XIX веке — начале XX века Каларанд был также местом большого рынка, на котором торговали ревельские рыбаки.

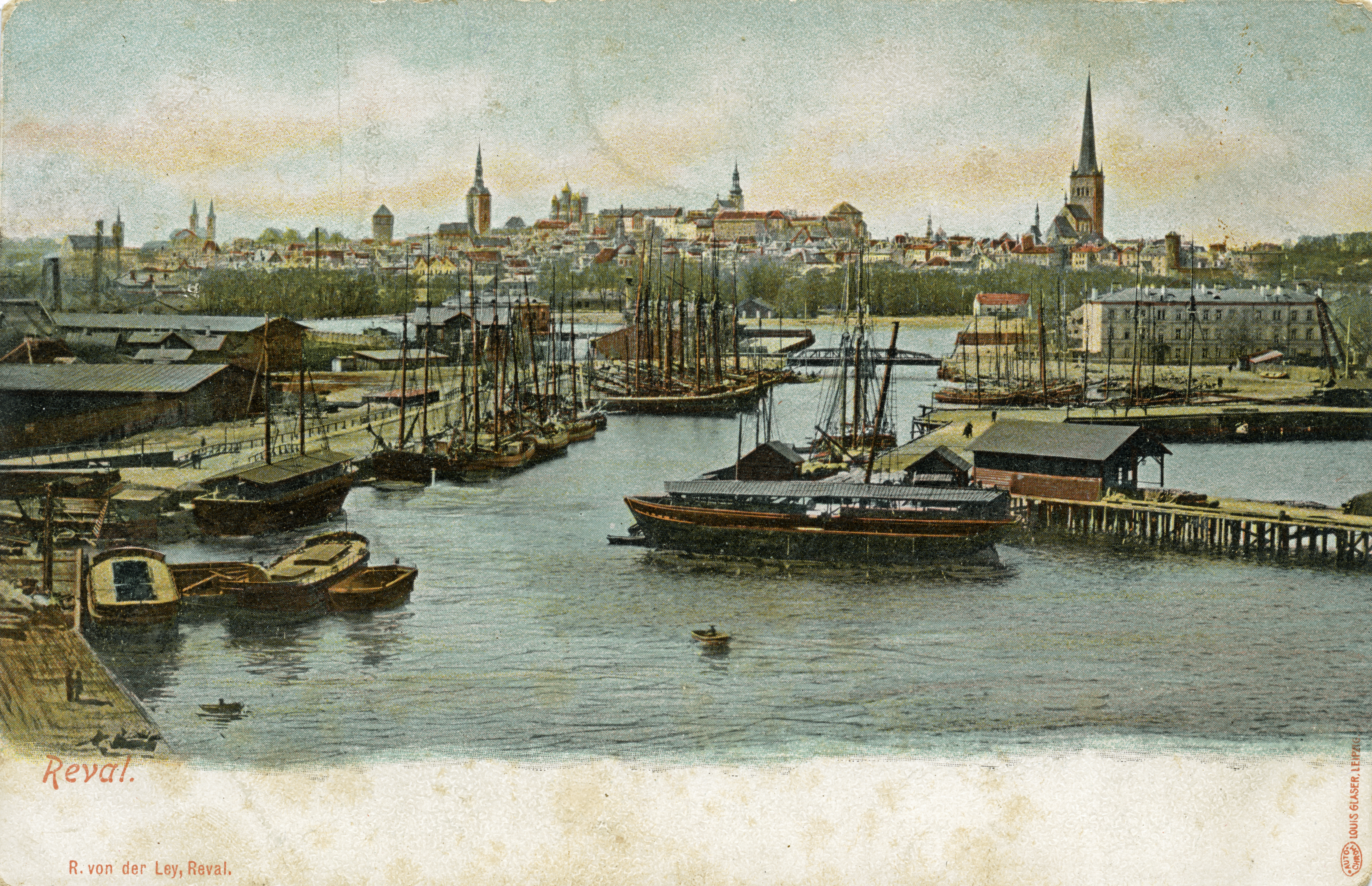
Вид на ревельскую Рыбную гавань с моря (открытка, прим. 1900 год)

Порт был построен в 1924—1925 годах. До Второй мировой войны он был самым важным рыболовным портом Эстонии; здесь продавалось около десятой части улова рыбы в Эстонии. С 1960-х годов году порт носил название Таллинский морской рыбный порт (эст. Tallinna Merekalasadam). С 1968 по 1997 год его владельцем был Межколхозный судостроительный завод (эст. Kolhoosidevaheline Laevatehas), затем — рыбообрабатывающее предприятие Kalarand OÜ. В конце 1990-х годов заводские здания были проданы девелоперской компании Pro Kapital Grupp AS; городская управа Таллина также разрешила ей приватизировать Рыбную гавань с её ветхой набережной. 
Современное название порта утверждено таллинской городской управой 26 февраля 1998 года. 
В 2012—2014 годах гавань в основном использовалась как пассажирский порт на линии Таллин—Аэгна. С 2015 года из гавани выходят пассажирские суда на все малые острова близ Таллина, а также осуществляются морские прогулки вдоль побережья.
В 2016 году был построен морской променад от Каларанда до порта Ноблесснер; на берегу моря близ Рыбной гавани поэтапно ведётся строительство малоэтажных квартирных домов класса «люкс» и развивается офисно-жилой квартал «Каларанна». В начале 2020-х годов компания Pro Kapital осуществила реконструкцию причалов Рыбной гавани. 

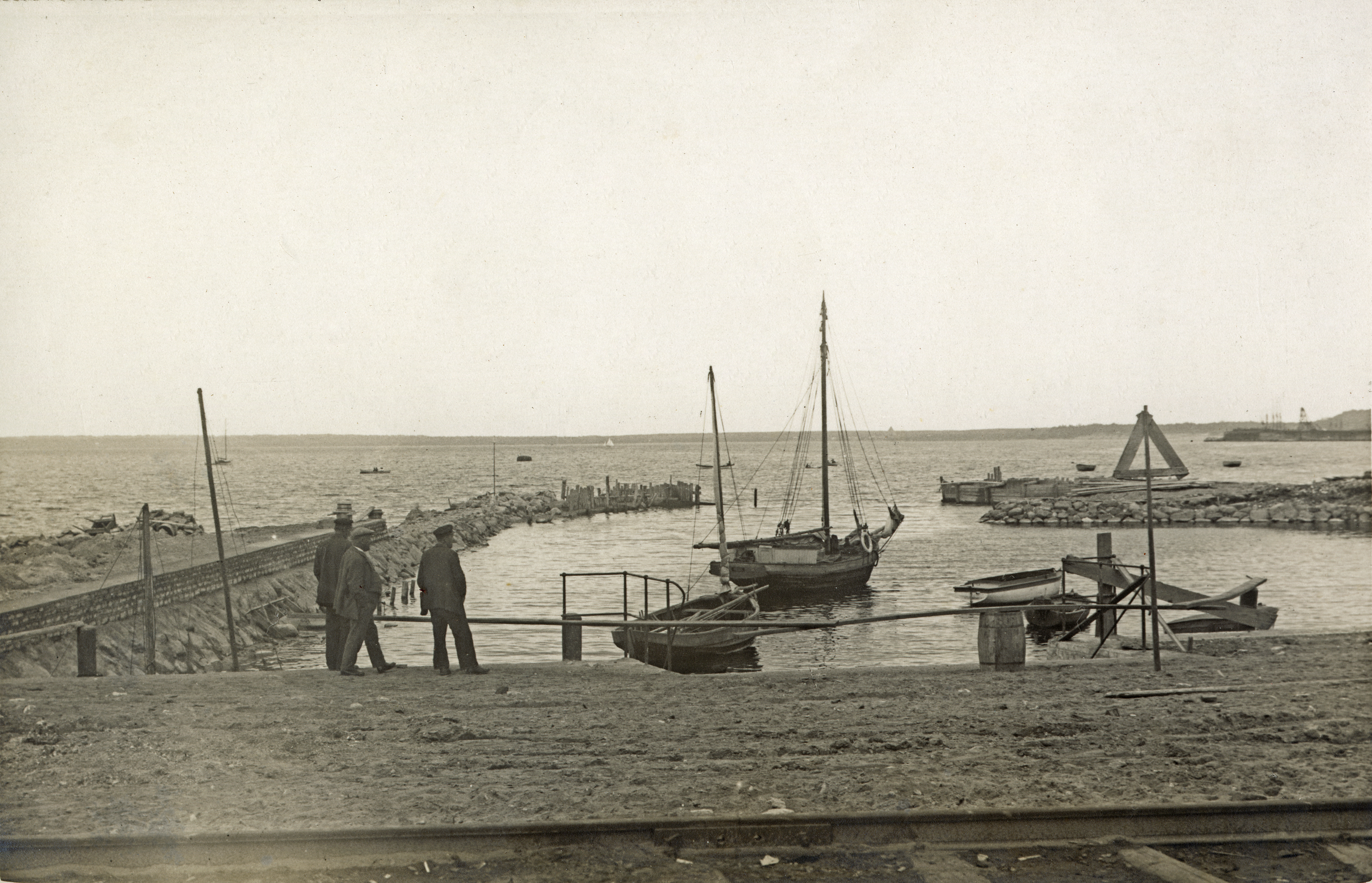
Рыбная гавань в 1932 году
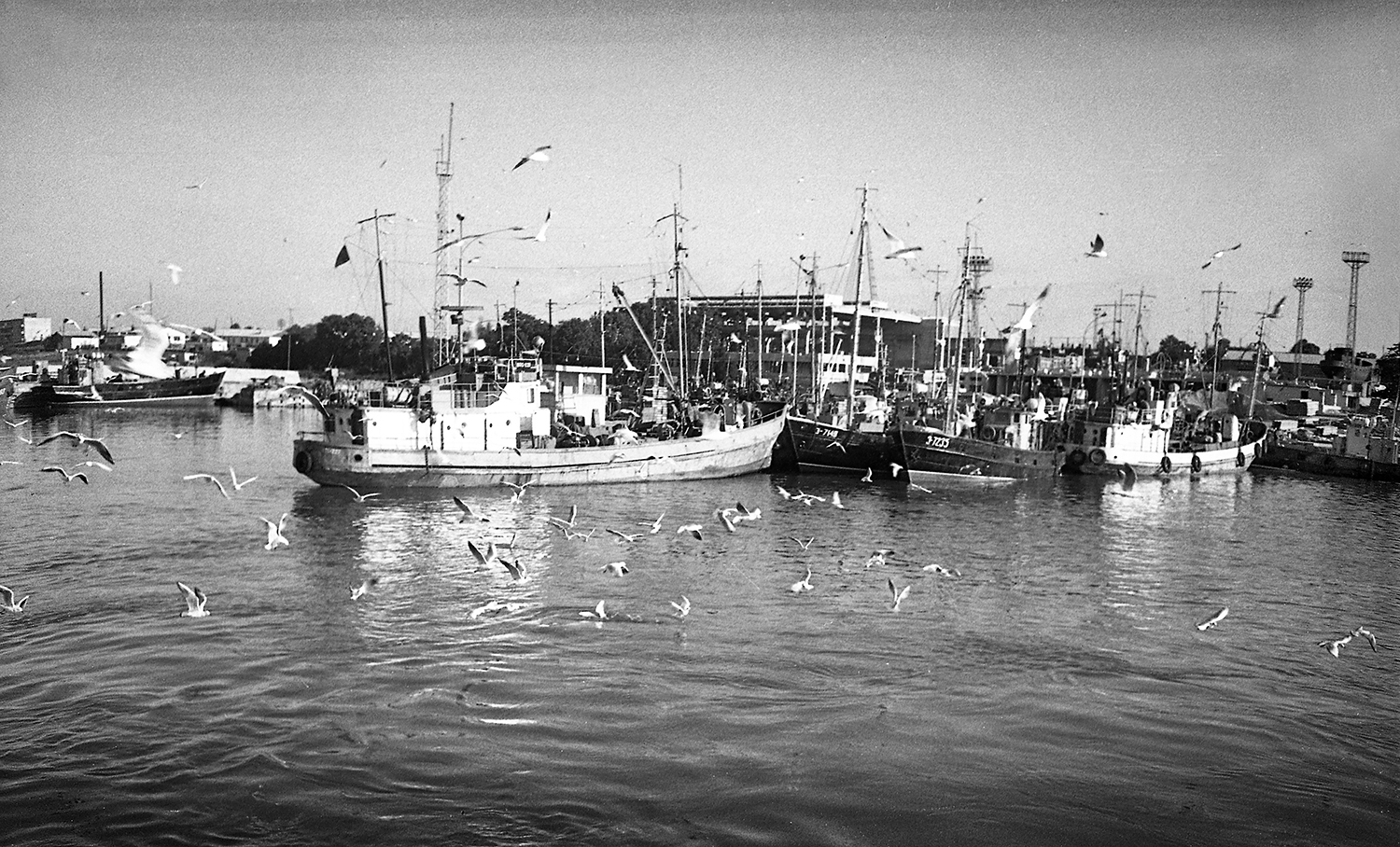
Таллинский морской рыбный порт в 1973 году
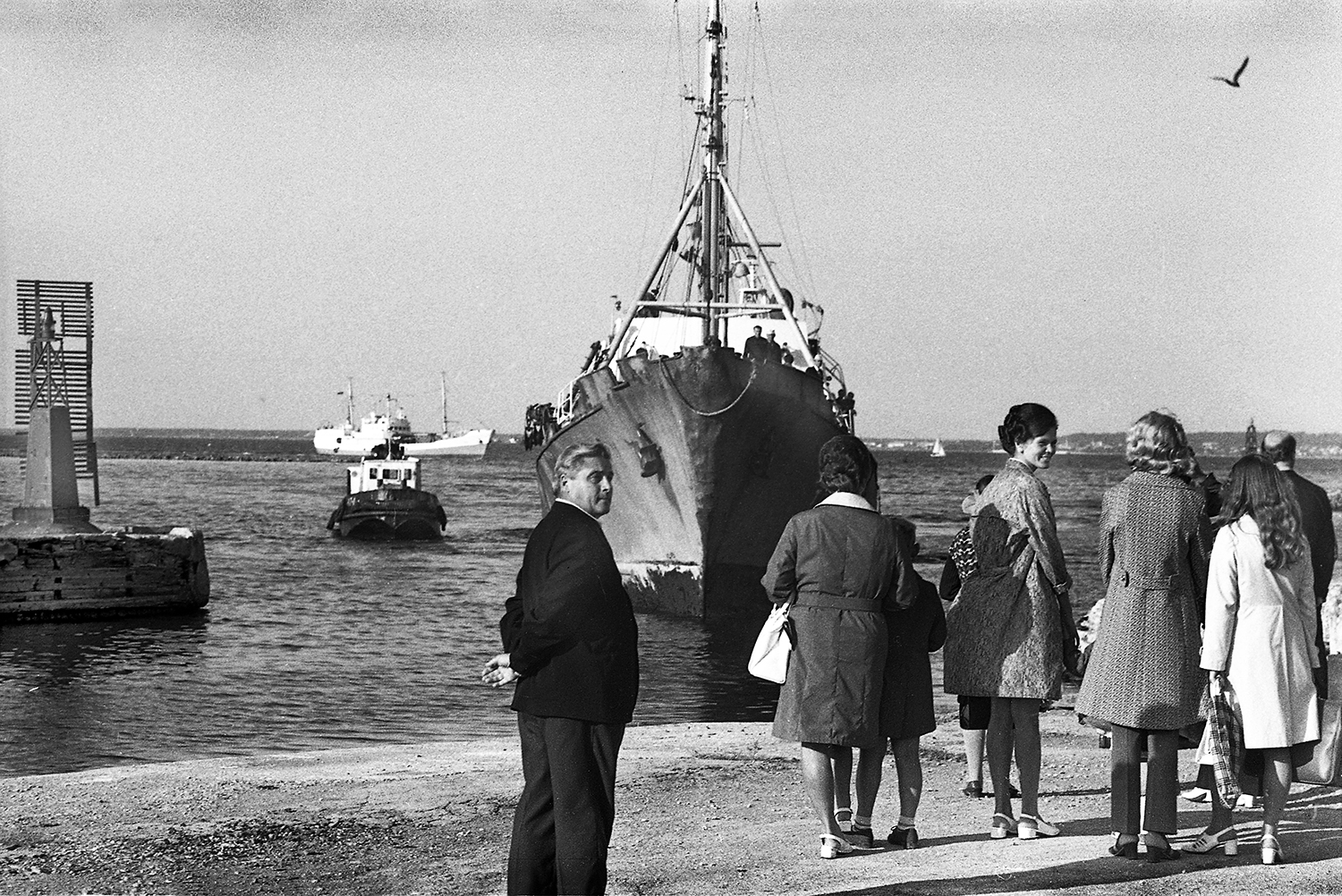
Встреча СРТР «Tori» в Таллинском морском рыбном порту, 1973 год
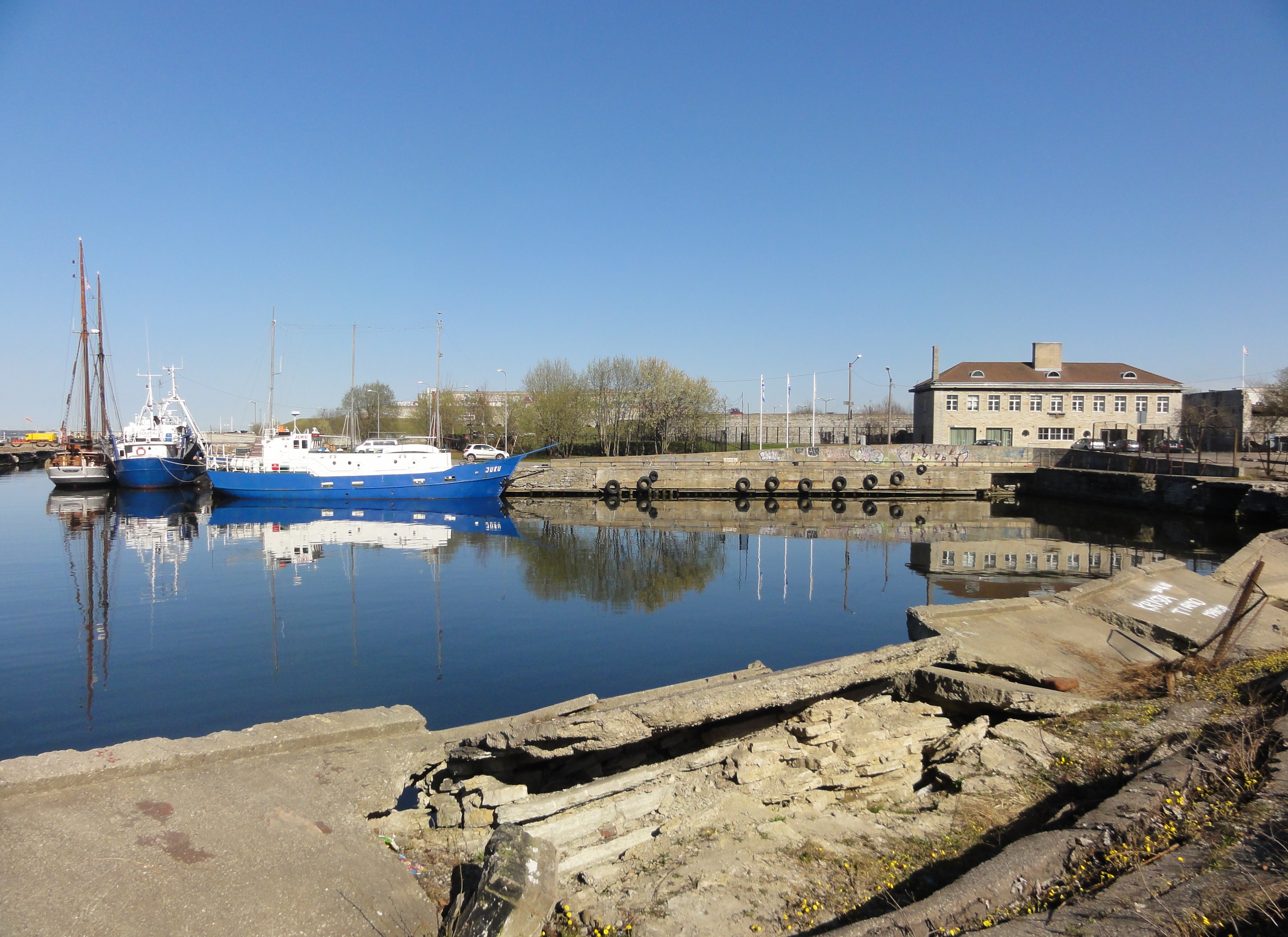
Рыбная гавань в 2011 году
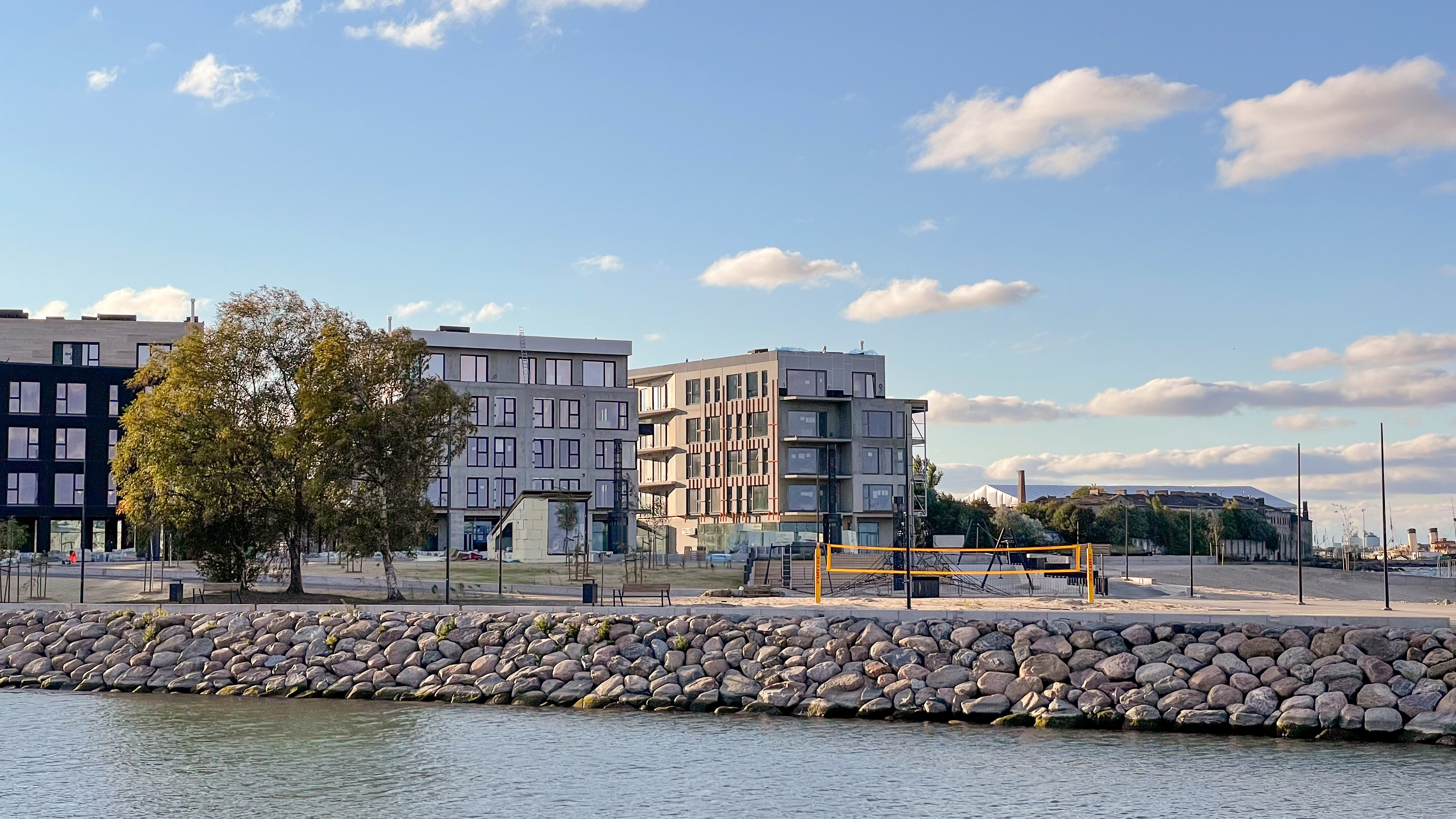
Офисно-жилой квартал «Каларанна» в сентябре 2021 года

## Описание порта
Территория порта — 10 604,91 м². Период навигации — с 1 апреля по 1 ноября. Порт не оказывает платные портовые услуги и не принимает иностранные суда. Рядом с портом по субботам работает рыбный рынок. На территории порта работает кафе «Вырк» (Võrk, с эст. «Сеть»).

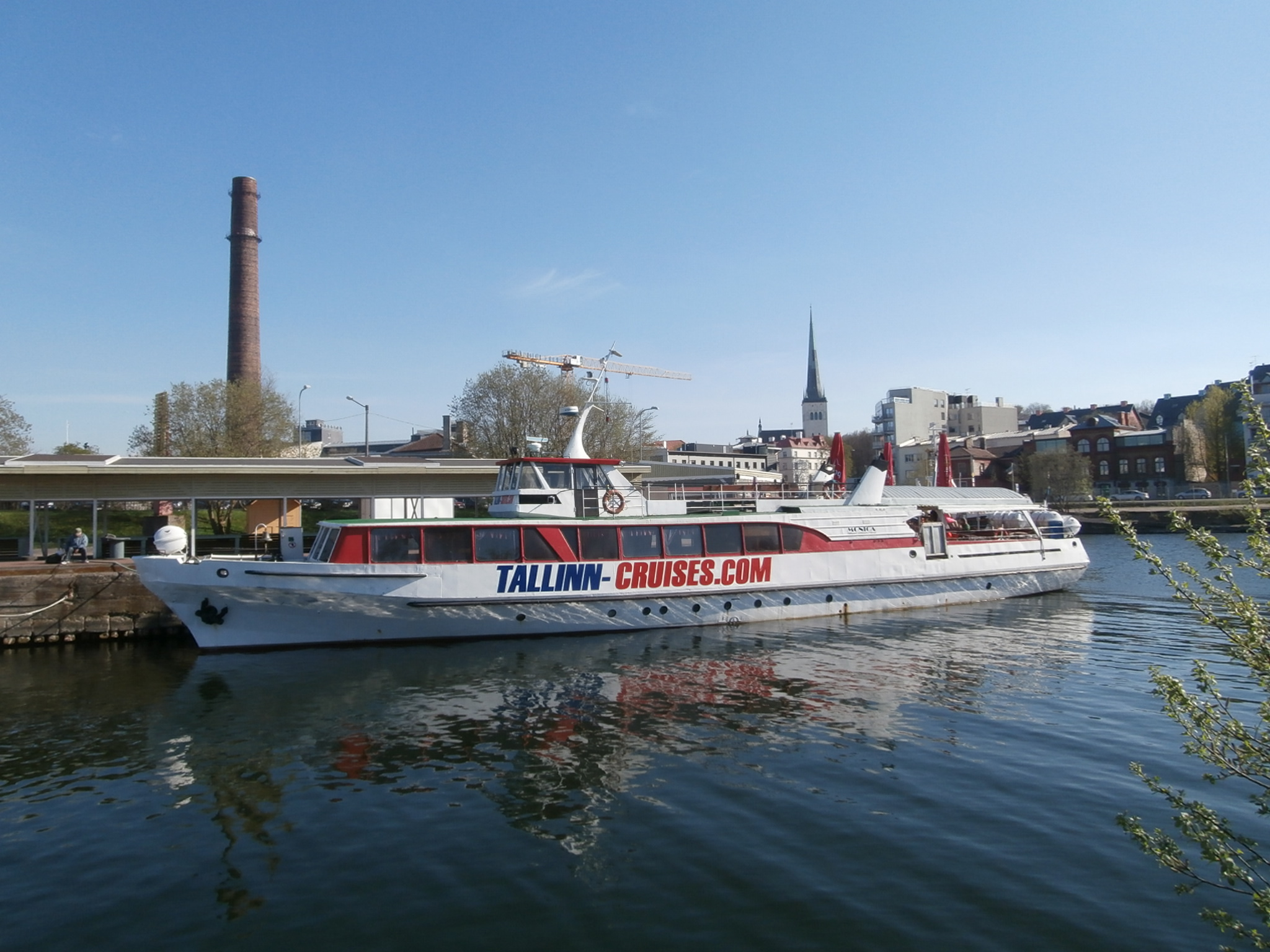
Пассажирское судно «Моника» в Рыбной гавани, 2017 год

Технические данные порта согласно Регистру портов Эстонии:
- общий тоннаж судна — до 500 тонн;
- наибольшая длина судна — 24 м;
- наибольшая ширина судна — 6 м;
- наибольшая осадка судна — 3 м;
- наименьшая ширина судового хода — 20 м;
- наименьшая глубина судового хода — 3,3 м.

Порт имеет 2 стационарных причала: 
| Наименование причала | Тип причала  | Глубина у причала, м | Длина причала, м |
| -------------------- | ------------ | -------------------- | ---------------- |
| № 3                  | стационарный | 1,3                  | 32               |
| № 5                  | стационарный | 2,9                  | 63               |